# Simosthenurus antiquus
Simosthenurus antiquus — викопний вид сумчастих ссавців родини Кенгурові (Macropodidae). Вид існував у плейстоцені в Австралії. Скам'янілі рештки виду знайдені у піщаних відкладеннях формації Chinchilla Sands у штаті Квінсленд.